# 常青车辆段
常青車輛段是武汉地铁2号线的車輛段，也是2號線最主要的車輛檢修基地和停放基地，单体建筑面积约55383㎡。位于武漢市東西湖區，與中山北路停車場一併是该线一期工程两个停放地铁列车的场所，也是一期工程中唯一位于江北地區漢口的停车场所。常青車輛段可停泊32列车，修理车位4列。其与起点站金银潭站接轨，根据线网规划，常青花园车辆段除承担本线所有配属列车的厂修、架修、定修和临修工作，还承担3号线配属车辆的厂\架修任务；设综合维修中心，负责2号线各系统的维修维护任务；设材料总库，满足2号线运营维修需要。
常青車輛段預留有上蓋物業開發條件。

## 附近地區
武漢地鐵2號線常青車輛段站、武汉市表面工程技术研究中心、李家墩变电站